# 科利奇 (阿拉斯加州)
科利奇（英語：College）是位於美國阿拉斯加州費爾班克斯-北極星自治市鎮的一個非建制地區和人口普查指定地區。根據2010年美國人口普查，該地人口為12694人，而該地的面積約為49.40平方千米。

## 地理
科利奇的座標為64°50′54″N 147°49′38″W / 64.84833°N 147.82722°W，而該地的平均海拔高度為137米（即449英尺）。